# Eglfing
Eglfing ist eine Gemeinde im oberbayerischen Landkreis Weilheim-Schongau. Sitz der Gemeindeverwaltung ist der Hauptort Obereglfing. Die Gemeinde ist Mitglied der Verwaltungsgemeinschaft Huglfing.

## Geographie
Die Gemeinde liegt in der Region Oberland zwischen den Städten Murnau und Weilheim, etwa 60 Kilometer von München entfernt ist. Durch den Ort fließt der Hungerbach. Die Gemeinde befindet sich in der Tourismusregion Das Blaue Land.
Die Gemeinde hat vier Gemeindeteile (in Klammern ist der Siedlungstyp angegeben):
- Heimgarten (Einöde)
- Obereglfing (Pfarrdorf)
- Tauting (Kirchdorf)
- Untereglfing (Kirchdorf)

Sie besteht nur aus der Gemarkung Eglfing.

## Geschichte

### Bis zur Gemeindegründung
Eglfing wurde um 807 als Egolvinga erstmals in einem Dokument erwähnt (‚Siedlung des Egulf/Egilolf/Agilolf‘). Ab dem 11. Jahrhundert hatte das Rittergeschlecht der Egolfinger den Sitz in der Flur „Gstoag“, die nur ca. einen Kilometer vom heutigen Ortszentrum entfernt liegt. Die Egolfinger, die Ministerialen der Grafen von Andechs waren, starben Mitte des 13. Jahrhunderts aus und Obereglfing war ab dem 15. Jahrhundert im Besitz verschiedener Adelsgeschlechter deren „Schloss“ bis 1663 in der heutigen Hofgasse stand. In der sogenannten „Russenzeit“, ab dem 18. Jahrhundert, entstand durch Auswanderer ein reger Handel mit Russland, die Handels- und Wechselhäuser in Moskau und Sankt Petersburg betrieben.
Es gehörte zum Rentamt München und zum Landgericht Weilheim des Kurfürstentums Bayern. Im Zuge der Verwaltungsreformen im Königreich Bayern entstand mit dem Gemeindeedikt von 1818 die Gemeinde Eglfing, die zum Landgericht Weilheim gehörte.

### Einwohnerentwicklung
Zwischen 1988 und 2018 wuchs die Gemeinde von 779 auf 1074 um 295 Einwohner bzw. um 37,9 %.

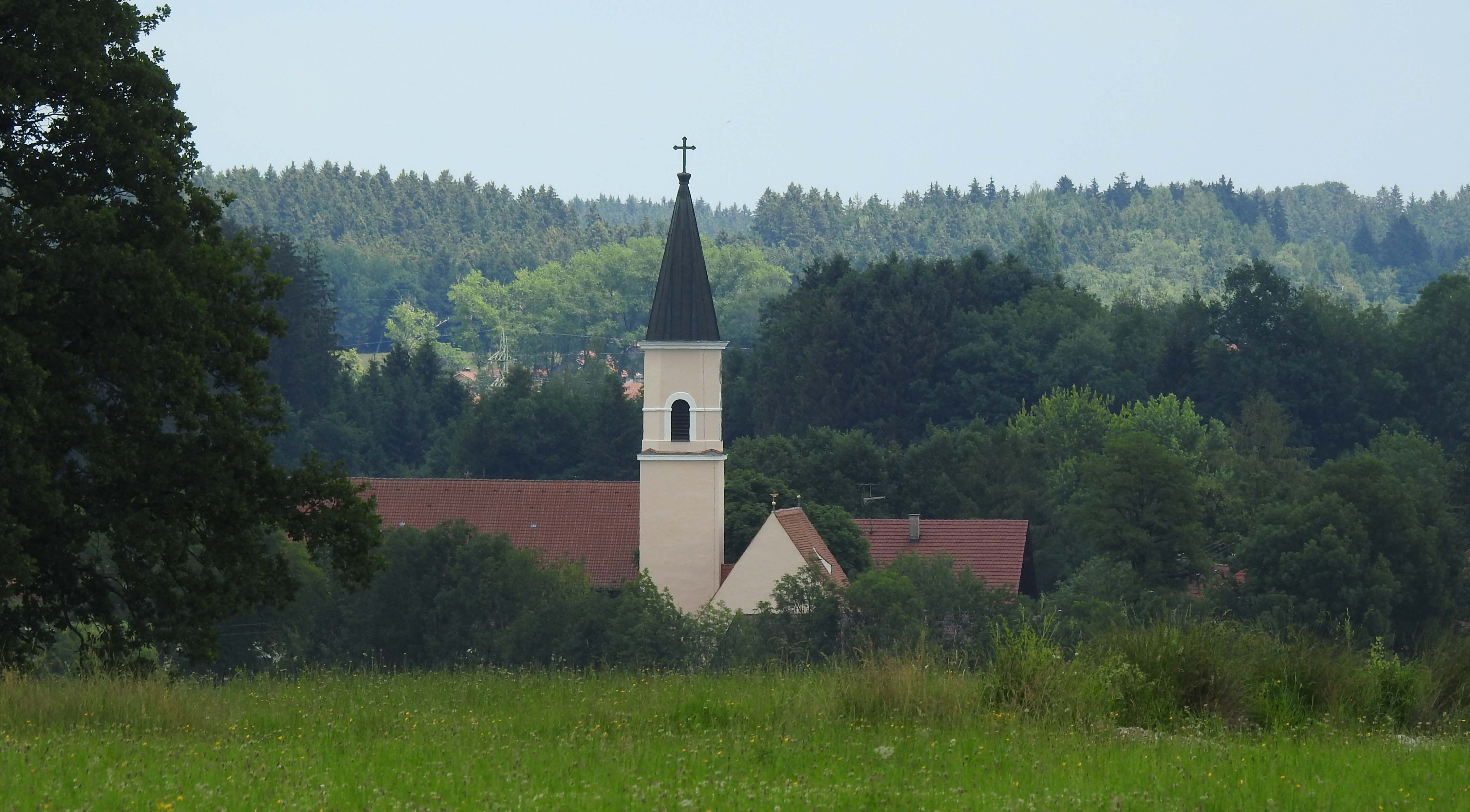
Obereglfing mit Pfarrkirche St. Martin von Westen

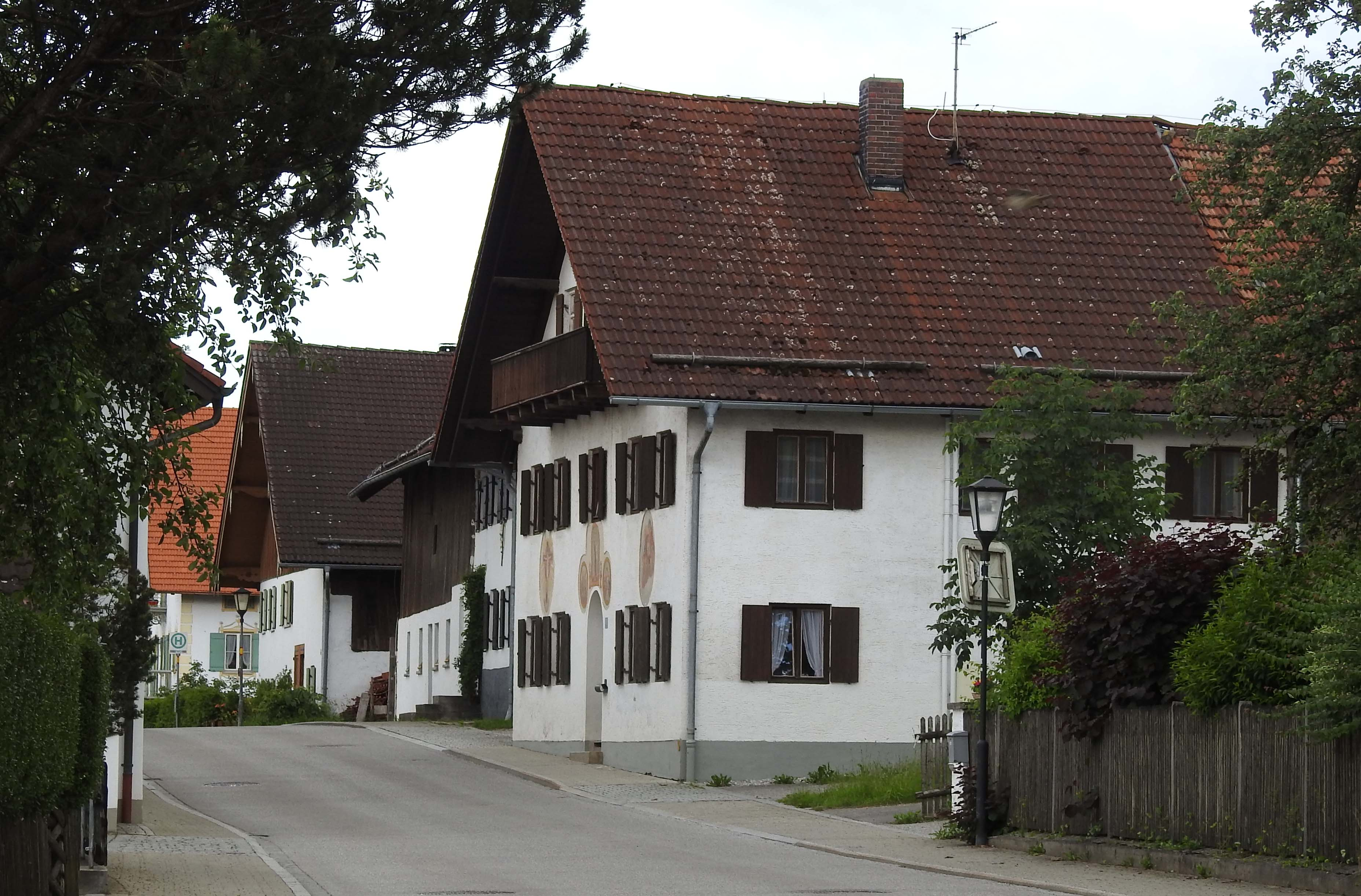
Talstraße in Untereglfing

| Jahr          | 1840 | 1871 | 1900 | 1925 | 1939 | 1950 | 1961 | 1970 | 1987 | 1991 | 1995 | 2000 | 2005 | 2010 | 2015 | 2020 |
| Einwohnerzahl | 367  | 361  | 400  | 448  | 406  | 673  | 487  | 536  | 726  | 818  | 815  | 879  | 970  | 970  | 1037 | 1082 |

## Politik

### Bürgermeister und Gemeinderat
Bürgermeister ist seit Mai 2020 Martin Fortmaier von der Wählergemeinschaft Eglfing. Zuvor amtierte 24 Jahre lang Klemens Holzmann (Wählergemeinschaft). Dessen Vorgänger war Johann Achmüller.
Der Gemeinderat besteht aus zwölf Mitgliedern, die seit der letzten Kommunalwahl 2020 alle der Wählergemeinschaft Eglfing angehören.

### Wappen
| Wappen von Eglfing | Blasonierung: „Über grünem Dreiberg in Rot ein goldener Sparren, dem ein silberner Wagenkipf aufgelegt ist.“ |
| Wappen von Eglfing | Wappenbegründung: Das Gemeindewappen von Eglfing lehnt sich vor allem an das Wappen der Familie Tabertshofer (Wagenkipf über Dreiberg) an, die von 1470 bis 1640 als Inhaberin des Edelsitzes Untereglfing nachweisbar ist. Der Wagenkipf erinnert darüber hinaus an die landwirtschaftliche Struktur der Gemeinde. Der Sparren ist dem Wappen der Abenberger (Sparren über Dreiberg) entnommen, die im 16. Jahrhundert als Inhaber des Sitzes Obereglfing belegt sind. Dieses Wappen wird seit 1984 geführt. |

### Gemeindepartnerschaften
Die Gemeinden Eglfing und Allumiere in Italien gingen wegen ihres gemeinsamen Kardinals Theodulf Mertel im Jahre 2000 eine Städtepartnerschaft ein.

## Wirtschaft und Infrastruktur

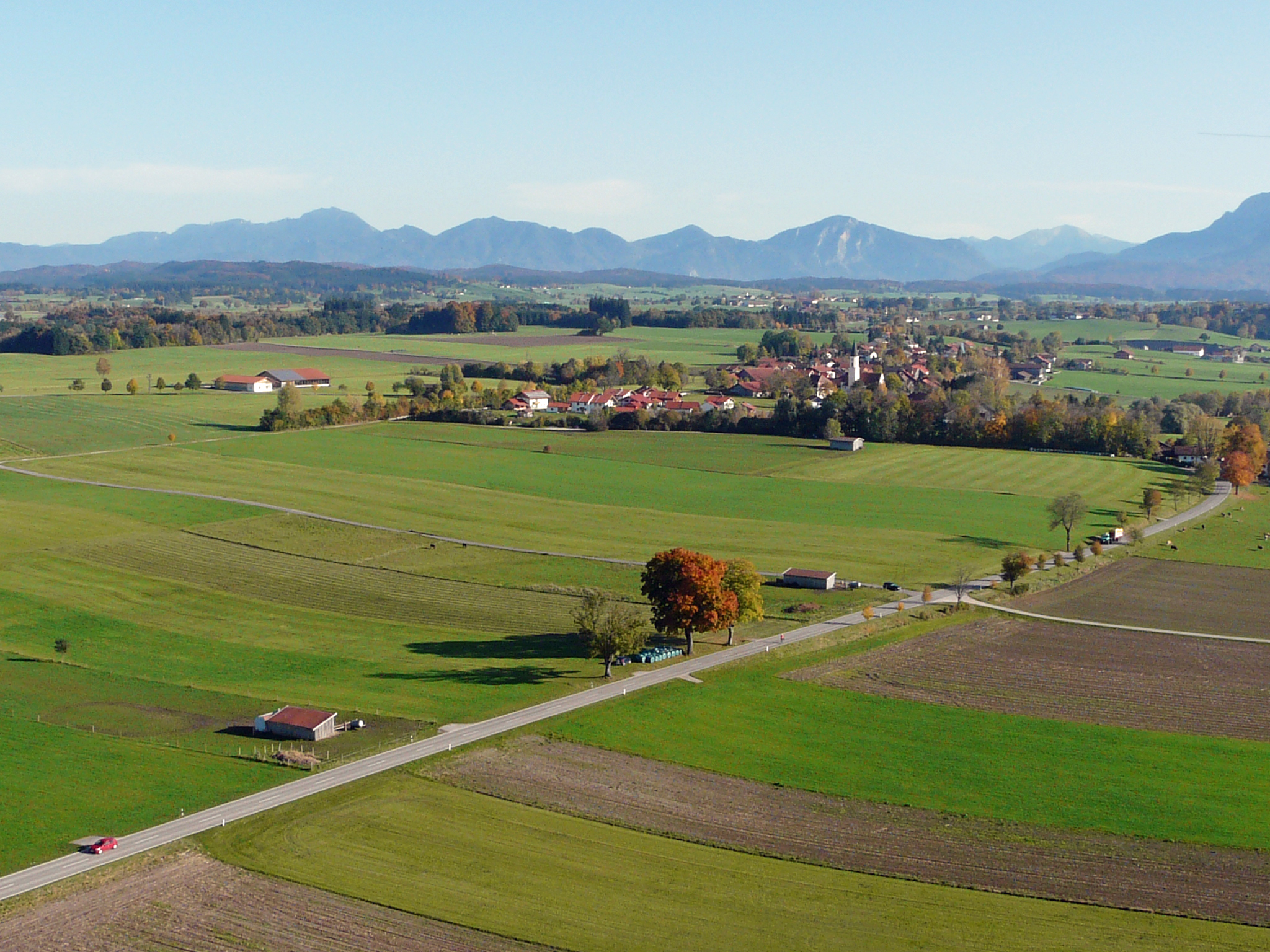
Eglfing von Norden

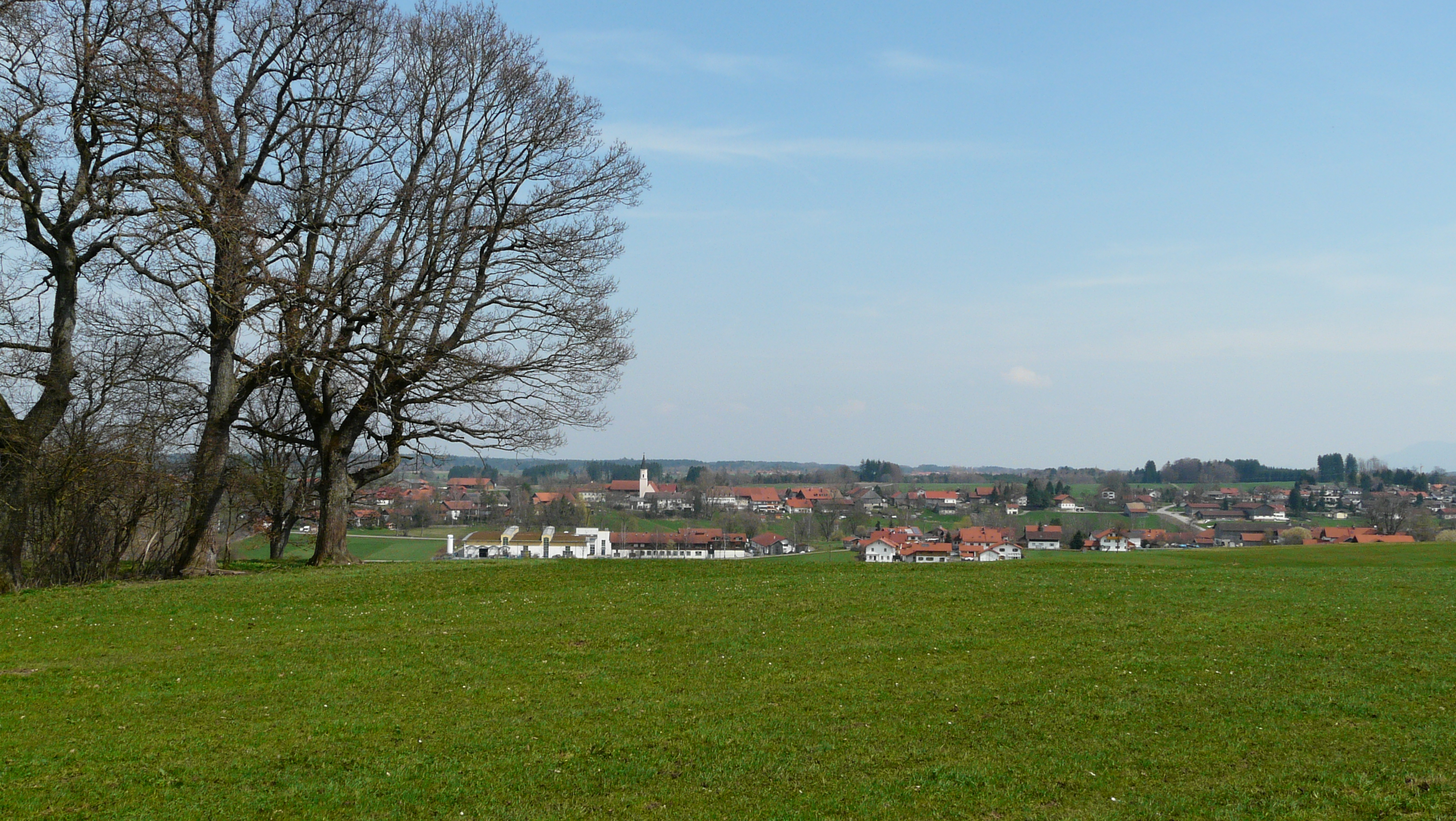
Eglfing von Westen

### Wirtschaft einschließlich Land- und Forstwirtschaft
Es gab im Jahr 2020 im Bereich der Land- und Forstwirtschaft 4, im produzierenden Gewerbe 299 und in sonstigen Wirtschaftsbereichen 57 sozialversicherungspflichtig Beschäftigte am Arbeitsort. Sozialversicherungspflichtig Beschäftigte am Wohnort gab es insgesamt 344. Im verarbeitenden Gewerbe (sowie Bergbau und Gewinnung von Steinen und Erden) gab es einen Betrieb, im Bauhauptgewerbe drei Betriebe. Zudem bestanden 27 landwirtschaftliche Betriebe mit einer landwirtschaftlich genutzten Fläche von 965 ha.

### Bildung
Es gibt folgende Einrichtungen (Stand: 2021):
- zwei Kindestageseinrichtungen: 48 genehmigte Plätze, 46 betreute Kinder
- Kinderbücherei
- Jugendorchester